# وان زیلسروس
وان زیلسروس (به لاتین: Van Zylsrus) یک شهرک در آفریقای جنوبی است که در Joe Morolong Local Municipality واقع شده‌است.